# Frederick Chapman Robbins
Frederick Chapman Robbins (25.8.1916 – 4.8.2003) là bác sĩ nhi khoa và nhà virus học người Mỹ. Ông đã đoạt Giải Nobel Sinh lý và Y khoa năm 1954 – chung với John Franklin Enders và Thomas Huckle Weller - cho công trình nghiên cứu đột phá của ông trong cách ly và nuôi cấy các virus bệnh viêm tủy xám, mở đường cho việc chế tạo vắc-xin phòng ngừa bệnh này của Jonas Salk, Albert Sabin vv... sau này.
Ông theo học ở các trường Đại học Missouri và Đại học Harvard.
Năm 1952, ông được bổ nhiệm làm giáo sư nhi khoa ở Trường Y học Đại học Case Western Reserve. Từ năm 1966 trở đi, Robbins làm khoa trưởng trường này.
Ông lãnh đạo trường này tới năm 1980 thì ông nhận chức Chủ tịch Viện Y học của Viện Hàn lâm Khoa học Quốc gia.
5 năm sau, năm 1985, Robbins trở về làm khoa trưởng danh dự và giáo sư danh dự xuất sắc ở Trường Y học Đại học Case Western Reserve . Ông tiếp tục làm việc ở trường này cho tới khi qua đời năm 2003.
"Hội Frederick C. Robbins" của Trường Y học này được đặt theo tên ông để vinh danh ông.